# Leptogaster exacta
Leptogaster exacta là một loài ruồi trong họ Asilidae. Leptogaster exacta được Walker miêu tả năm 1861. Loài này phân bố ở miền Australasia.